# Mark Menghi
Mark Menghi (New York, 10 gennaio 1975) è un produttore discografico, compositore, bassista e chitarrista statunitense, attivo a partire dai primi anni 2000, prevalentemente nel settore dell'heavy metal.

## Biografia
Cominciò a suonare il basso all'età di 12 anni, ispirato da musicisti quali Geezer Butler, Steve Harris e Cliff Burton. A vent'anni ha avuto modo di entrare nell'industria musicale in qualità di tecnico del suono, mentre nel 2003 è produttore esecutivo dell'album '03 di Joey Belladonna.
Nel 2005 inizia di fatto la sua carriera di musicista, quando fonda la band Constricted, della quale è stato chitarrista.
Il progetto però non ebbe fortuna, e, nel 2008, dopo aver pubblicato un solo album, anche a causa dei dissidi interni, la band si sciolse. Dopo sei anni di sostanziale inattività come musicista, nel 2014 fonda il supergruppo Metal Allegiance, nel quale suona il basso e la chitarra e canta occasionalmente, insieme ad Alex Skolnick (Savatage), David Ellefson (Megadeth) e Mike Portnoy (Dream Theater).
Il gruppo esordisce discograficamente nel 2015, con l'album eponimo; seguirà poi Volume II: Power Drunk Majesty.
Nel 2019 fonda un altro supergruppo, i BPMD, con Bobby Ellsworth, Phil Demmel e lo stesso Portnoy. 

### Produttore discografico
Ha lavorato in passato con la Napalm Records, e dal 2014 al 2015 con la Nuclear Blast, e dal 2016 collabora con la EMP Label Group, di proprietà dell'amico David Ellefson.
Ad oggi produce band quali Cage9, Dead by Wednesday e A Killer's Confession.

## Vita privata
Sposato dal 2008, ha due figli.